# HMS Coreopsis (1940)
«Криезис» (греч. ΒΠ Κριεζής ), ранее HMS Coreopsis — британский корвет типа «Флауэр», один из 4-х корветов класса переданных в заём Греции во время Второй мировой войны.

## История
Корвет получил имя Антониоса Криезиса (греч. Αντώνιος Κριεζής, 1796—1865) — известного судовладельца и капитана, участника Освободительной войны Греции 1821—1829 годов, впоследствии вице-адмирала, министра и премьер-министра Греции. Командование корветом принял в ноябре 1943 года коммандер Димитрис Кёсес. «Криезис» обеспечивал проводку конвоев в Атлантике и принял участие в высадке сил союзников в Нормандии вместе с однотипным греческим корветом «Томбазис». В течение первых 9 дней высадки «Криезис» провел 2 конвоя из города Портсмут и один из города Фалмут в Нормандию. С 23 июня по 29 июня 1944 года «Криезис» сопровождал конвои Уэльс — полуостров Корнуолл, а затем провел 9 конвоев между 7 июля по 10 августа из Портсмута в Нормандию.
В конце октября 1944 года прибыл в Александрию, а после — в освобождённый Пирей. В послевоенные годы «Криезис» принял участие в греческой гражданской войне 1946—1949, был возвращён Великобритании в сентябре 1951 года. В июне 1952 года был исключён из состава флота и спустя месяц пущен на слом.